# Listă de filme cu acțiunea pe Insula Diavolului
Insula Diavolului (în franceză Île du Diable) este o insuliță care se află în Oceanul Atlantic la 13 km de coasta coloniei Guiana franceză din America de Sud. Insula a fost în trecut între anii 1852 și 1946, locul de deportare a deținuților recalcitranți, înrăiți, care erau considerați deosebit de periculoși. Printre deținuții renumiți care au fost deportați pe insulă se numără căpitanul de artilerie Alfred Dreyfus, el a fost aici între anii 1895 - 1899.
Un număr mare de filme de la Hollywood au acțiunea pe insulă ori au prezentat personaje reale (Alfred Dreyfus și Émile Zola) și fictive (Fantoma de la operă) care au evadat de aici. Guvernul Franței a avut o părere proastă despre aceste filme și a interzis câteva dintre ele.

## Listă de filme cu acțiunea peInsula Diavolului
- Condemned (1929)
- The Devil-Doll (1936)
- The Life of Émile Zola (1937)
- Mysterious Mr. Moto (1938)
- Devil's Island (1939)
- Strange Cargo (1940)
- Passage to Marseille (1944)
- The Return of Monte Cristo (1946)
- We're No Angels (Nu suntem îngeri, 1955)
- Hell on Devil's Island (1957)
- I Accuse! (1958)
- Terror of the Bloodhunters (1962)
- Women of Devil's Island (1962)
- I Escaped from Devil's Island (1973)
- Papillon (1973)
- Prisoner of Honor (1991)
- Papillon (2017)
- An Officer and a Spy (2019)